# Саїд Есмаелі
Саїд Есмаелі (перс. سعید اسماعیلی; нар. 15 липня 2003) — іранський борець греко-римського стилю, чемпіон світу та чемпіон Азії серед кадетів, срібний призер чемпіонатів світу серед юніорів, чемпіон світу молоді, чемпіон Азії серед дорослих, чемпіон Олімпійських ігор.

## Спортивні результати на міжнародних змаганнях

### Виступи на Олімпіадах
| Змагання                    | Збірна | Вагова категорія                 | Місце  |
| --------------------------- | ------ | -------------------------------- | ------ |
| Літні Олімпійські ігри 2024 | Іран   | греко-римська боротьба, до 67 кг | Золото |

У фіналі літніх Олімпійських ігор в Парижі з рахунуом 6:5 переміг українського борця Парвіза Насібова.

### Виступи на Чемпіонатах Азії
| Змагання                       | Збірна | Вагова категорія                 | Місце  |
| ------------------------------ | ------ | -------------------------------- | ------ |
| Чемпіонат Азії з боротьби 2024 | Іран   | греко-римська боротьба, до 67 кг | Золото |

### Виступи на інших змаганнях
| Змагання                                 | Збірна | Вагова категорія                 | Місце  |
| ---------------------------------------- | ------ | -------------------------------- | ------ |
| Турнір Дана Колова — Николи Петрова 2024 | Іран   | греко-римська боротьба, до 67 кг | Золото |
| Меморіал Імре Поляка та Яноша Варги 2024 | Іран   | греко-римська боротьба, до 67 кг | Бронза |

### Виступи на змаганнях молодших вікових груп
| Змагання                                      | Збірна | Вагова категорія                 | Місце  |
| --------------------------------------------- | ------ | -------------------------------- | ------ |
| Чемпіонат Азії з боротьби серед кадетів 2019  | Іран   | греко-римська боротьба, до 51 кг | Золото |
| Чемпіонат світу з боротьби серед кадетів 2019 | Іран   | греко-римська боротьба, до 51 кг | Золото |
| Чемпіонат світу з боротьби серед юніорів 2021 | Іран   | греко-римська боротьба, до 60 кг | Срібло |
| Чемпіонат світу з боротьби серед молоді 2022  | Іран   | греко-римська боротьба, до 60 кг | Золото |